# Слоут
Сло́ут — село в Україні, у Березівській сільській громаді Шосткинського району Сумської області. Розташоване за 15 км від міста Глухова та за 8 км від автодороги Київ — Москва М02E101. Населення станом на 2001 рік становило 1738 осіб, а станом на 2015 рік — 1406 осіб.

## Географія
Село Слоут розташоване на березі річки Есмань. На відстані до 4-х км є села Долина, Береза і Іващенкове. До села примикає великий лісовий масив (сосна, дуб). Через село проходить автомобільна дорога Т 2502, поруч — залізниця, станція Слоут за 2 км.

## Назва
Існує кілька версій щодо походження назви села.
- Дехто вважає, що сюди до озер, приходили з навколишніх сіл на ловлю («слов») риби, звідси «Словут», «Слоут»[джерело?].
- Інша версія: назва пов'язана зі словом «словутий», яке словник Володимира Даля пояснює як «славний», «знаменитий», «відомий» (пор. «Славутич»)[1][2]. Слоутські озера, які знаходяться тут, були другими за величиною на Чернігівщині, і славились своїми рибними багатствами.

## Історія
Поблизу села виявлені залишки поселень бронзової доби та сіверян (VIII-Х століття).
В 1503 році край входив до складу Московської держави. Але під тиском Республіки Обох Націй (Речі Посполитої) через 115 років Глухівщина перейшов під контроль цієї держави. Поляки активно заселяють свою прикордонну місцевість. Сюди масово приїжджають вихідці з центральної України[джерело?].
У середині XVII ст. з дозволу українського гетьмана Богдана Хмельницького знатний козак Глухівської сотні Бабка заснував слобідку на берегах Слоутських озер і р. Османь. З цієї слобідки і починається історія села.
У 1712 р. лівобережний гетьман Іван Скоропадський віддав Слоут у володіння та користування генеральному писарю Семенові Савичу. Через 6 років правитель Московії Петро І затвердив це спеціальною грамотою. Савичі були впливовими людьми в Україні, мали свій герб. Тому й наше село було в пошані.
Після смерті Семена Савича в 1725 році Слоут разом з іншими його маєтностями переходить до сина, Федора. А згодом до сина останнього, теж Федора, відомого українського архітектора — будівничого Троїцького собору в Глухові.
Федір Савич в 1754 р. почав судитись з козаками за озера. І виграв цю справу, подарувавши сотнику Туранському буланого коня за 20 карбованців. У 1773 році Савичі з продали 167 дворів Слоута переяславському полковнику Григорію Іваненку.
У 1836 році селом володіла Софія Михайлівна Миклашевська, дочка губернатора Михайла Павловича Миклашевського. Вона принесла село у свій шлюб з Олександром Федоровичем фон дер Брігге.
В 1842 році в центрі Слоута побудували кам'яну Різдво-Богородицьку церкву. У самому храмі були численні ікони та великі фрески, а дзвін було чути за багато кілометрів. Нині на її фундаменті розташований сільський Будинок культури (побудований в 1938 році.)
В 1875 році в Слоуті відкрили земську школу. У ній у трьох класах навчалися 136 хлопчиків та 16 дівчаток. За штатом було передбачено два вчителі. В 1889 році заснували бібліотеку.
На початку XX століття кількість дворів досягла 800, а кількість жителів — 3123 особи, і була найбільшою за всю історію Слоута. У ході революції в січні 1906 р. в Слоуті почалось селянське повстання. Селяни спалили садибу поміщика Бріггена. Але через декілька днів війська придушили повстання. В результаті Столипінської аграрної в 1908 році навколо Слоута з'явилось три хутори Долина, Панщина та Туровщина. На даний момент існує лише село Долина, що, як і Слоут, розташоване на автотрасі Глухів — Шостка.
Радянська окупація села почалася в січні 1918 року. Слоутчани в 1932—1933 роках страждали від голоду. Але, як свідчать старожили, селяни завдяки важкій праці та власному господарству вижили. Смертність в Слоуті не була такою великою, як по Україні.
Під час німецько-нацистської окупації в Слоутських лісах почав діяльність Глухівський партизанський загін під командуванням П. Л. Кульбаки. В листопаді 1941 року в лісі відбувся перший бій Глухівського партизанського загону.
В 1953–1985 роках колгоспом керував Василь Акимович Овсієнко.
З 1957 по 1991 роки в Слоуті виходила газета («багатотиражка») «Чапаєвець». Довгий час (з 1957 по 1971 роки) її редактором був учитель Слоутської школи Беніамін Красовицький.

## Сьогодення
Нині село орієнтується на покращення життя людей. На території села діє ТОВ «Агрофірма імені Чапаєва», Слоутське лісництво, три десятки підприємців. У Слоуті, станом на березень 2010 року, у 712 будинках проживали 1 473 особи, ще 13 — у 26 будинках у с. Долина. На території Слоутської сільської ради діє Слоутський навчально-виховний комплекс, в якому навчається 164 дитини, працює Будинок культури, фельдшерсько-акушерський пункт, 8 магазинів. Загальна площа села 9 002 гектари, з них 4 938, 2 гектари сільгоспугідь. Ще 75, 5 гектари — під водними об'єктами. Протяжність доріг з твердим покриттям 22 кілометри, а водогонів 11, 75 кілометри.
12 червня 2020 року, відповідно до розпорядження Кабінету Міністрів України № 723-р «Про визначення адміністративних центрів та затвердження територій територіальних громад Сумської області», село увійшло до складу Березівської сільської громади.
19 липня 2020 року, в результаті адміністративно-територіальної реформи та ліквідації Глухівського району, село увійшло до складу новоутвореного Шосткинського району.

## Населення
У 1859 році в козацькому та власницькому селі налічувався 301 дворів, мешкало 1946 осіб (860 чоловічої статі та 1086 — жіночої), була православна церква та завод винокуріння.
Станом на 1885 рік у колишньому державному та власницькому селі Глухівської волості Глухівського повіту Чернігівської губернії, мешкало 2144 особи, налічувалось 352 дворових господарств, існувала православна церква, постоялий двір, 4 постоялих будинки, водяний млин, крупорушка.
За переписом 1897 року кількість мешканців зросла до 2869 осіб (1409 чоловічої статі та 1460 — жіночої), з яких 2862 — православної віри.
За даними на 1973 рік у Слоуті було 754 двори, а населення становило 2365 осіб.
| 1859  | 1885  | 1897  | 1973  | 1980  | 2001  | 2015  |
| ----- | ----- | ----- | ----- | ----- | ----- | ----- |
| 1 946 | 2 144 | 2 869 | 2 365 | 2 140 | 1 738 | 1 406 |
|       | ▲     | ▲     | ▼     | ▼     | ▼     | ▼     |

### Мова
Розподіл населення за рідною мовою за даними перепису 2001 року:
| Мова       | Кількість | Відсоток |
| ---------- | --------- | -------- |
| українська | 1691      | 97,30%   |
| російська  | 43        | 2,47%    |
| румунська  | 3         | 0,17%    |
| білоруська | 1         | 0,06%    |
| Усього     | 1738      | 100%     |

## Соціальна сфера
У селі діють Слоутський навчально-виховний комплекс, будинок культури, бібліотека, фельдшерсько-акушерський пункт, дитячий садок, відділення зв'язку.

## Пам'ятки
У Слоуті встановлено меморіальний комплекс на честь радянських воїнів, які звільнили село від гітлерівців і односельчан, які загинули на фронтах війни.

У 1992–1996 роках у селі побудували Храм Різдва Богородиці. Освячений церкви відбулось 20 вересня 1996.

## Відомі люди
У селі народилися або проживали:
- Бриген Олександр Федорович (1792—1859) — декабрист, учасник франко-російської війни 1812 року, масон.
- Веретьонник Ігор Олексійович («Чужий»; 2001—2023) — український військовослужбовець, старший солдат механізованого батальйону (в/ч А4007) 110-ї окремої механізованої бригади імені генерал-хорунжого Марка Безручка, учасник російсько-української війни, що загинув у ході російського вторгнення в Україну 22 січня 2023 року поблизу с. Новоселівка Друга Покровського району Донецької області; кавалер ордена «За мужність» III ступеня (2024)[14][15][16][17].
- Гриценко Андрій Петрович (нар. 1976) — український педагог і науковець.
- Гриценко Іван Никифорович (1921—1991) — український радянський науковець, ветеринарний лікар, доктор ветеринарних наук (1967), професор (1984).
- Костюченко Олександр Петрович (1984—2022) — український військовослужбовець 42-го окремого мотопіхотного батальйону 57-ї окремої мотопіхотної бригади імені кошового отамана Костя Гордієнка, учасник російсько-української війни, що загинув у ході російського вторгнення в Україну 2 жовтня 2022 року на Херсонському напрямку.[18][19]
- Костюченко Петро Петрович (1937—2006) — Герой Соціалістичної праці (1966), делегат ХХІІІ з'їзду КПРС у Москві у Москві.
- Лавренченко Олег Володимирович (1997—2023) — український військовослужбовець, учасник російсько-української війни, що загинув у ході російського вторгнення в Україну 30 березня 2023 року поблизу Кремінної на Луганщині[20][21]; кавалер ордена «За мужність» III ступеня[22].
- Талан Світлана Олегівна (нар. 1960) — українська письменниця, авторка романів.
- Тур Ігор Олегович (2004—2023) — український військовослужбовець, солдат-гранатометник у складі десантно-штурмового батальйону 79-ї окремої штурмової бригади, учасник російсько-української війни, що загинув у ході російського вторгнення в Україну 15 грудня 2023 року в селі Новомихайлівка Покровського району на Донеччині; кавалер ордена «За мужність» III ступеня (2024)[23][24][25].
- Трибунський Олексій Євстахійович (25 березня 1900, Бачівськ—20 березня 1958, Слоут) — Герой Радянського Союзу.
- Шакотько Віктор Васильович (3 квітня 1958) - педагог, кандидат педагогічних наук (2018), доцент кафедри технологічної та професійної освіти Глухівського національного педагогічного університету ім. О. Довженка, співавтор підручників та посібників з інформатики.

У селі проживали та поховані:
- Рева Андрій Григорович (1980—2023) — український військовослужбовець, учасник російсько-української війни, що загинув у ході російського вторгнення в Україну 17 лютого 2023 року на Донеччині; кавалер ордена «За мужність» III ступеня[26].
- Скіпа Павло Олександрович (1986—2023) — український військовослужбовець, учасник російсько-української війни, що загинув у ході російського вторгнення в Україну 6 червня 2023 року поблизу села Новосілка Великоновосілківського району на Донеччині[27].